# Пембертон (Британська Колумбія)
Пембертон (англ. Pemberton) — село в Канаді, у провінції Британська Колумбія, у складі регіонального округу Сквоміш-Лілует.

## Населення
За даними перепису 2016 року, село нараховувало 2574 особи, показавши зростання на 5,8%, порівняно з 2011-м роком. Середня густина населення становила 41,9 осіб/км².
З офіційних мов обидвома одночасно володіли 430 жителів, тільки англійською — 2 125, тільки французькою — 15. Усього 200 осіб вважали рідною мовою не одну з офіційних.
Працездатне населення становило 85,9% усього населення, рівень безробіття — 6%.
Середній дохід на особу становив $45 761 (медіана $40 832), при цьому для чоловіків — $51 653, а для жінок $39 374 (медіани — $48 128 та $35 430 відповідно).
32,1% мешканців мали закінчену шкільну освіту, не мали закінченої шкільної освіти — 11,1%, 56,5% мали післяшкільну освіту, з яких 40,6% мали диплом бакалавра, або вищий.
| Статево-вікова структура населення | Статево-вікова структура населення | Статево-вікова структура населення | Статево-вікова структура населення | Статево-вікова структура населення |
| ---------------------------------- | ---------------------------------- | ---------------------------------- | ---------------------------------- | ---------------------------------- |
|                                    |                                    |                                    |                                    |                                    |
| Всього                             | Всього                             | 51,3%48,7%                         |                                    |                                    |
| 0 — 14 років                       | 0 — 14 років                       |                                    | 22,7%                              | 22,7%                              |
| 15 — 64 років                      | 15 — 64 років                      |                                    | 72%                                | 72%                                |
| 65 і більше                        | 65 і більше                        |                                    | 5,2%                               | 5,2%                               |
| 85 і більше                        | 85 і більше                        |                                    | 0,2%                               | 0,2%                               |
| Середній вік (років)               | Середній вік (років)               | 33,934,0                           | 34,0                               | 34,0                               |
| Медіана (років)                    | Медіана (років)                    | 36,435,9                           | 36,2                               | 36,2                               |
| — чоловіки — жінки                 |                                    |                                    |                                    |                                    |

| Походження мешканців:     | Походження мешканців:     | Походження мешканців: | Походження мешканців: | Походження мешканців: |
| ------------------------- | ------------------------- | --------------------- | --------------------- | --------------------- |
| Походження                |                           |                       | осіб                  | %                     |
| Корінні американці        | Корінні американці        |                       | 190                   | 7.41%                 |
| Інше північноамериканське | Інше північноамериканське |                       | 800                   | 31.19%                |
| Європейське               | Європейське               |                       | 2 090                 | 81.48%                |
| британське                | британське                |                       | 1 580                 | 61.6%                 |
| французьке                | французьке                |                       | 370                   | 14.42%                |
| українське                | українське                |                       | 130                   | 5.07%                 |
| Латинськоамериканське     | Латинськоамериканське     |                       | 20                    | 0.78%                 |
| Карибське                 | Карибське                 |                       | 15                    | 0.58%                 |
| Азійське                  | Азійське                  |                       | 195                   | 7.6%                  |
| Океанійське               | Океанійське               |                       | 60                    | 2.34%                 |

## Клімат
Середня річна температура становить 7,2°C, середня максимальна – 20,9°C, а середня мінімальна – -10,2°C. Середня річна кількість опадів – 1 132 мм.
| Клімат поселення                              | Клімат поселення | Клімат поселення | Клімат поселення | Клімат поселення | Клімат поселення | Клімат поселення | Клімат поселення | Клімат поселення | Клімат поселення | Клімат поселення | Клімат поселення | Клімат поселення | Клімат поселення |
| Показник                                      | Січ.             | Лют.             | Бер.             | Квіт.            | Трав.            | Черв.            | Лип.             | Серп.            | Вер.             | Жовт.            | Лист.            | Груд.            |                  |
| Середній максимум, °C                         | 2,25             | 5,96             | 9,57             | 13,34            | 17,33            | 20,87            | 20,43            | 20,65            | 16,28            | 10,61            | 4,10             | −0,1             |                  |
| Середня температура, °C                       | −3,99            | −0,29            | 3,32             | 7,11             | 11,10            | 14,62            | 17,44            | 17,68            | 13,30            | 7,63             | 1,12             | −3,09            |                  |
| Середній мінімум, °C                          | −10,24           | −6,53            | −2,93            | 0,85             | 4,86             | 8,38             | 14,46            | 14,70            | 10,33            | 4,65             | −1,86            | −6,06            |                  |
| Норма опадів, мм                              | 163              | 101              | 87               | 61               | 51               | 47               | 38               | 40               | 55               | 146              | 180              | 163              |                  |
| Середньомісячна швидкість вітру, м/с          | 1.70             | 1.75             | 2.00             | 2.20             | 2.10             | 2.10             | 2.00             | 1.80             | 1.55             | 1.62             | 1.80             | 1.66             |                  |
| Середньомісячна сонячна радіація, кДж/м²·день | 2958             | 5909             | 10105            | 15120            | 18902            | 20395            | 21438            | 18307            | 12895            | 6988             | 3350             | 2293             |                  |
| --------------------------------------------- | ---------------- | ---------------- | ---------------- | ---------------- | ---------------- | ---------------- | ---------------- | ---------------- | ---------------- | ---------------- | ---------------- | ---------------- | ---------------- |
| Джерело:                                      |                  |                  |                  |                  |                  |                  |                  |                  |                  |                  |                  |                  |                  |